# Hiver 1945
Pour plus de détails, voir Fiche technique et Distribution.
Hiver 1945 (titre original : Die Flucht) est un téléfilm allemand réalisé par Kai Wessel et diffusé en 2007, avec Maria Furtwängler dans le rôle principal.

## Synopsis
La comtesse Lena von Mahlenberg mène un petit convoi de réfugiés de la province de Prusse-Orientale qui fuient l'avance de l'Armée rouge durant l'hiver 1944-1945.

## Fiche technique
- Titre original : Die Flucht
- Titre français : Hiver 45 ou En fuite
- Réalisateur : Kai Wessel
- Production : Katrin Goetter, assistée de Michael André et Nico Hoffmann
- Musique : Enjott Schneider
- Montage : Carsten Eder, Nina Freitag
- Effets spéciaux : Michael Apling, Karl-Heinz Bochnig
- Durée : 180 min
- Format: 1.85

## Distribution
- Maria Furtwängler : Magdalena von Mahlenberg
- Jürgen Hentsch : Berthold von Mahlenberg
- Jean-Yves Berteloot: François Beauvais
- Frédéric Vonhof : Louis
- Tonio Arango : Heinrich von Gernstorff
- Angela Winkler : Sophie von Gernstorff
- Hanns Zischler : Rüdiger von Gernstorff
- Max von Thun : Ferdinand von Gernstorff
- Adrian Wahlen : Benno Stuber
- Adrian Goessel : Wilhelm Stuber
- Gabriela Maria Schmeide : Babette
- Stella Kunkat : Viktoria von Mahlenberg
- Fritz Karl : Stv. Gauleiter Herrmann
- Winfried Glatzeder : Dietrich
- Ralf Dittrich : Major Metzger
- Lukas Miko : Holger Brand
- Barbara Morawiecz : Oma Hertha

## Divers
Le budget du film s'élève à 9 millions d'euros.

## Récompenses
- Bambi Awards, comme événement TV de l'année
- TV Awards en Allemagne pour : meilleurs décors, meilleure musique, meilleure actrice, meilleur acteur, meilleur film

## Edition DVD
- Version française par Teamwork, EOS Entertainment, ARD Degeto,  (EAN 3760103414803) en 2007.